# アルシア谷
アルシア谷（アルシアたに、英: Arsia Chasmata）は、火星の谷である。
長さ81km、フェニキス湖四辺形に位置する、名前はアルベド地形の古典的な名称アルシア森に由来する。

HiRISEが撮影したアルシア谷、右下はある連鎖クレーター